# Serradella
Serradella (Ornithopus sativus) är en ärtväxtart som beskrevs av Felix de Silva Avellar Brotero. Enligt Dyntaxa och Catalogue of Life ingår Serradella i släktet serradellor och familjen ärtväxter. Arten förekommer tillfälligt i Sverige, men reproducerar sig inte.

## Underarter
Arten delas in i följande underarter:
- O. s. isthmocarpus
- O. s. sativus

## Bildgalleri

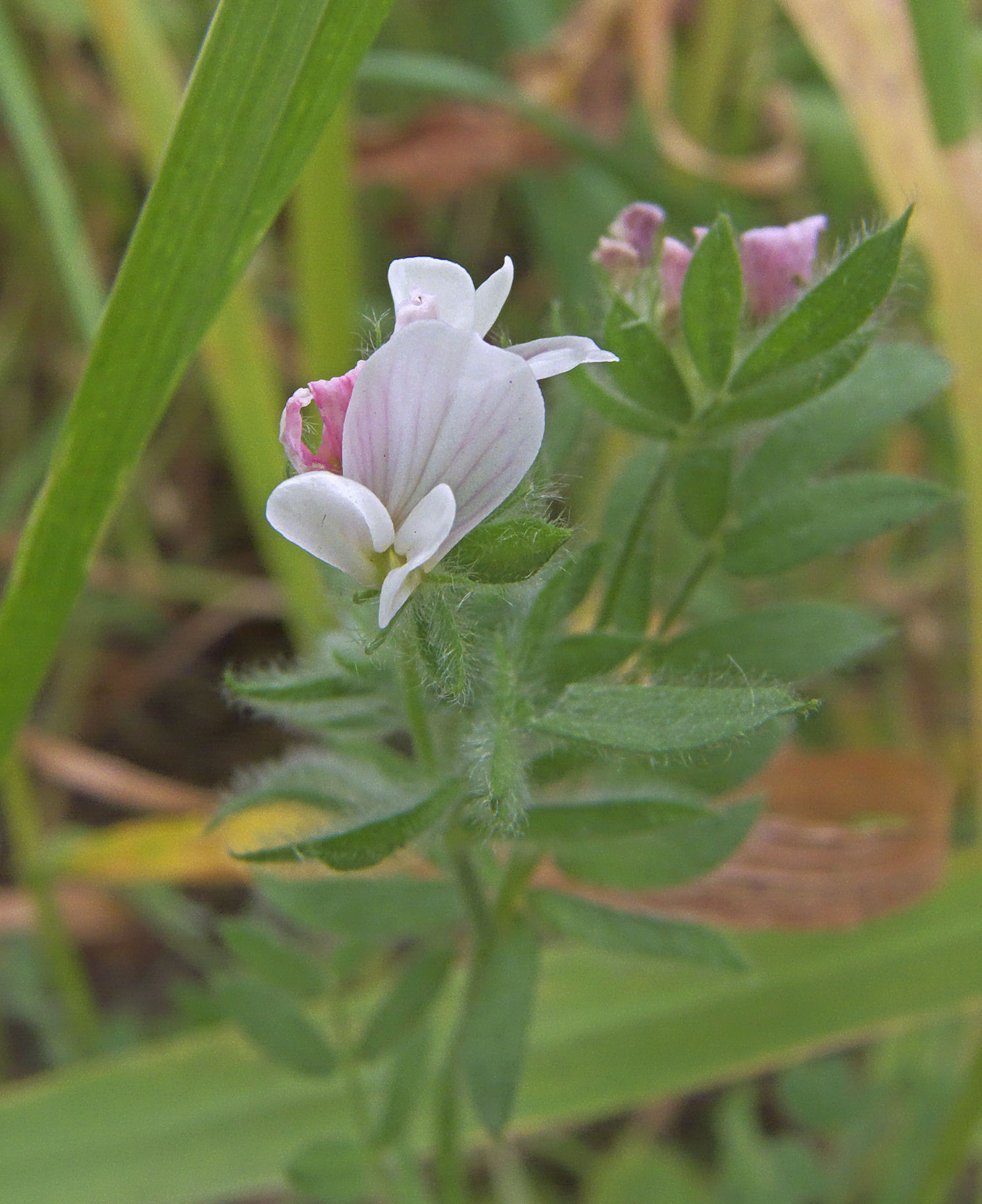
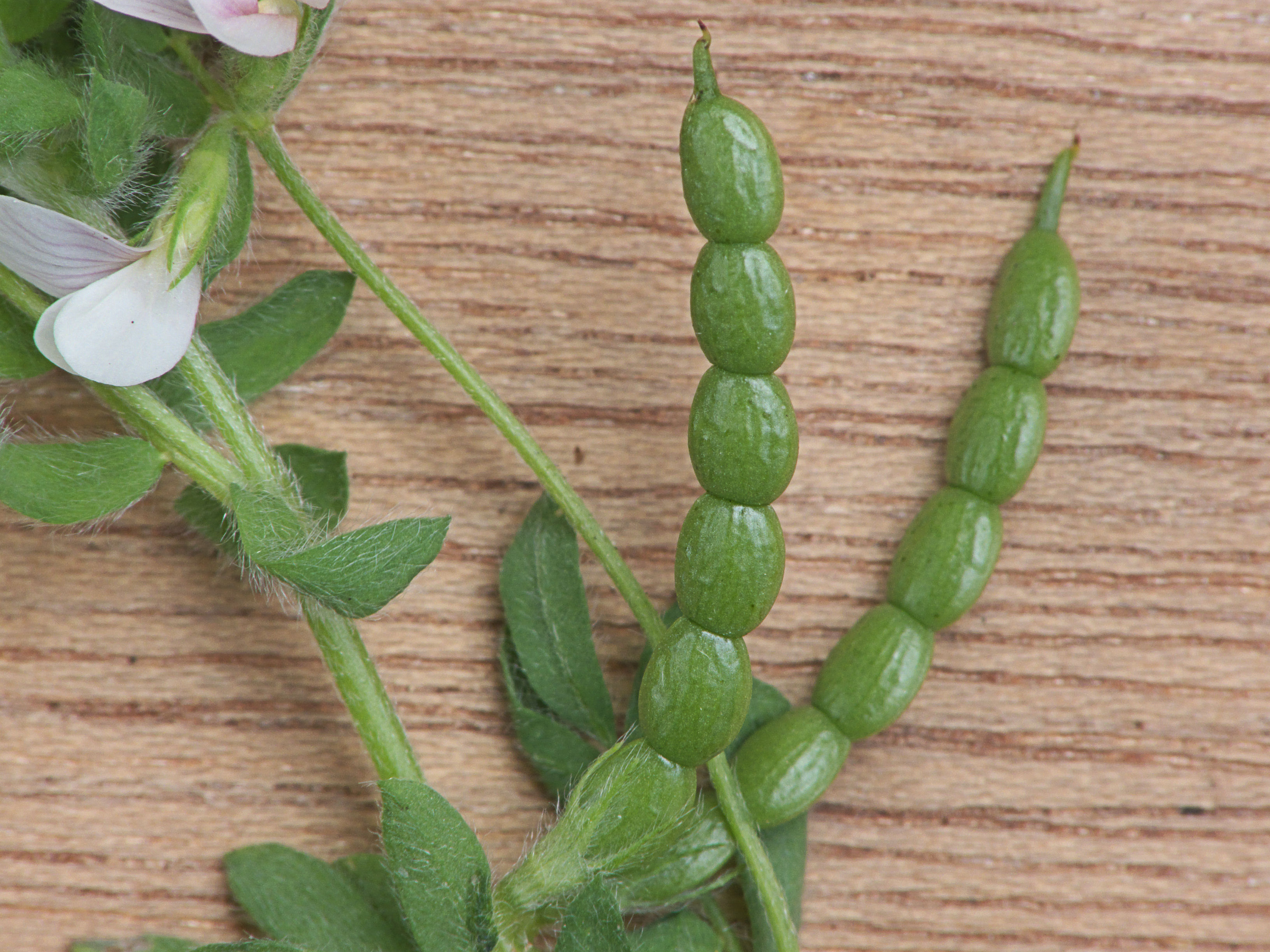
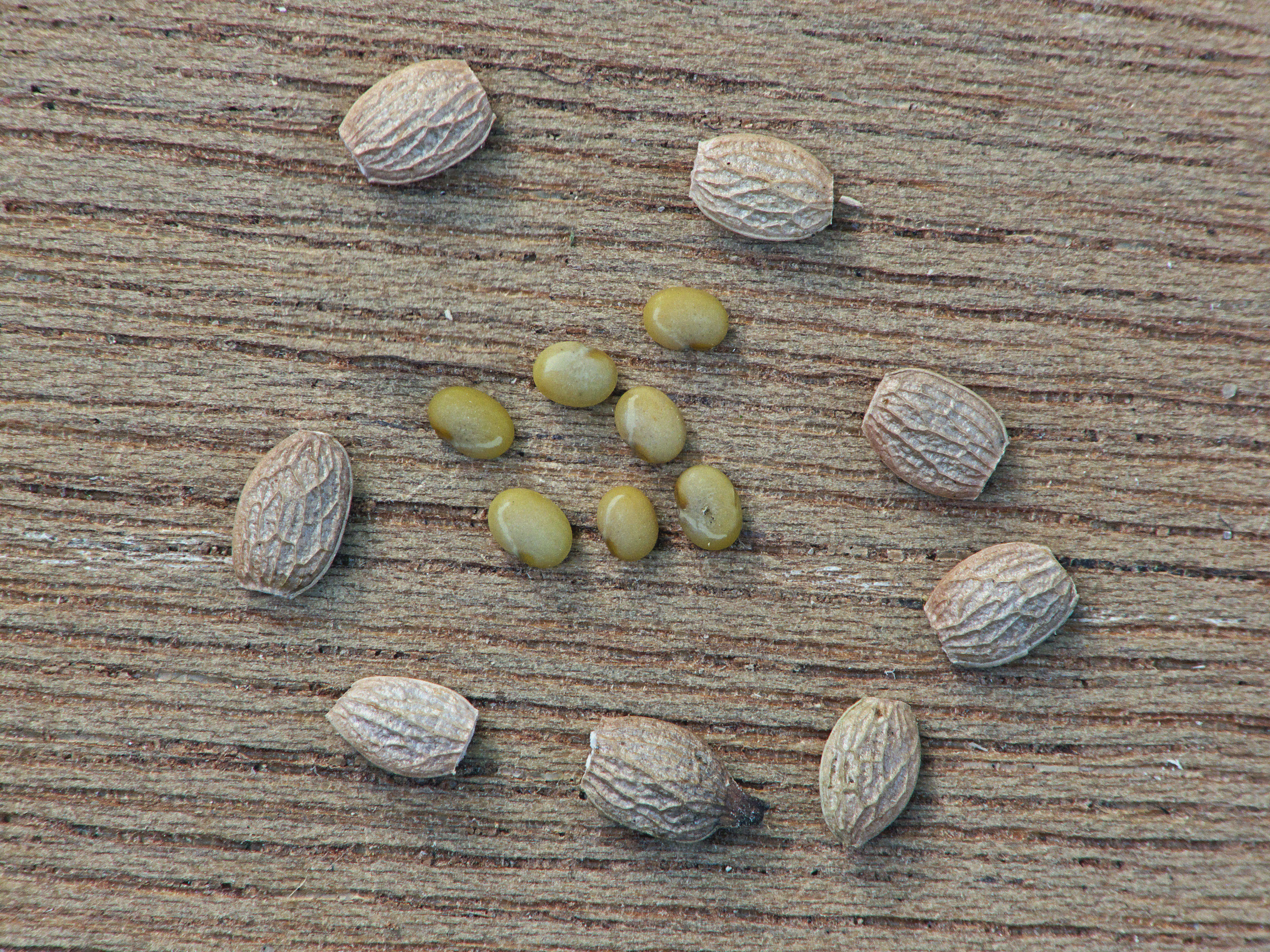
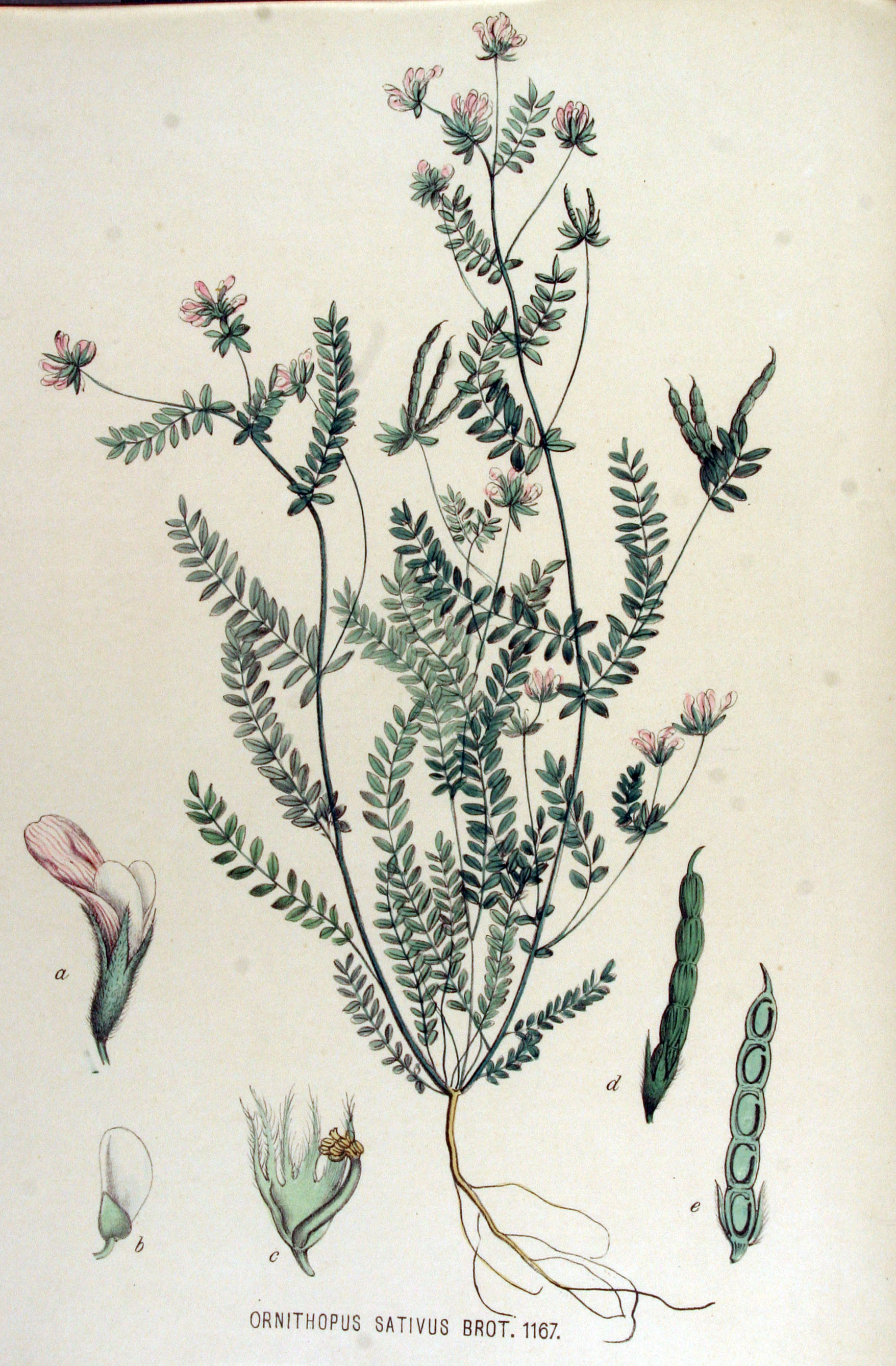
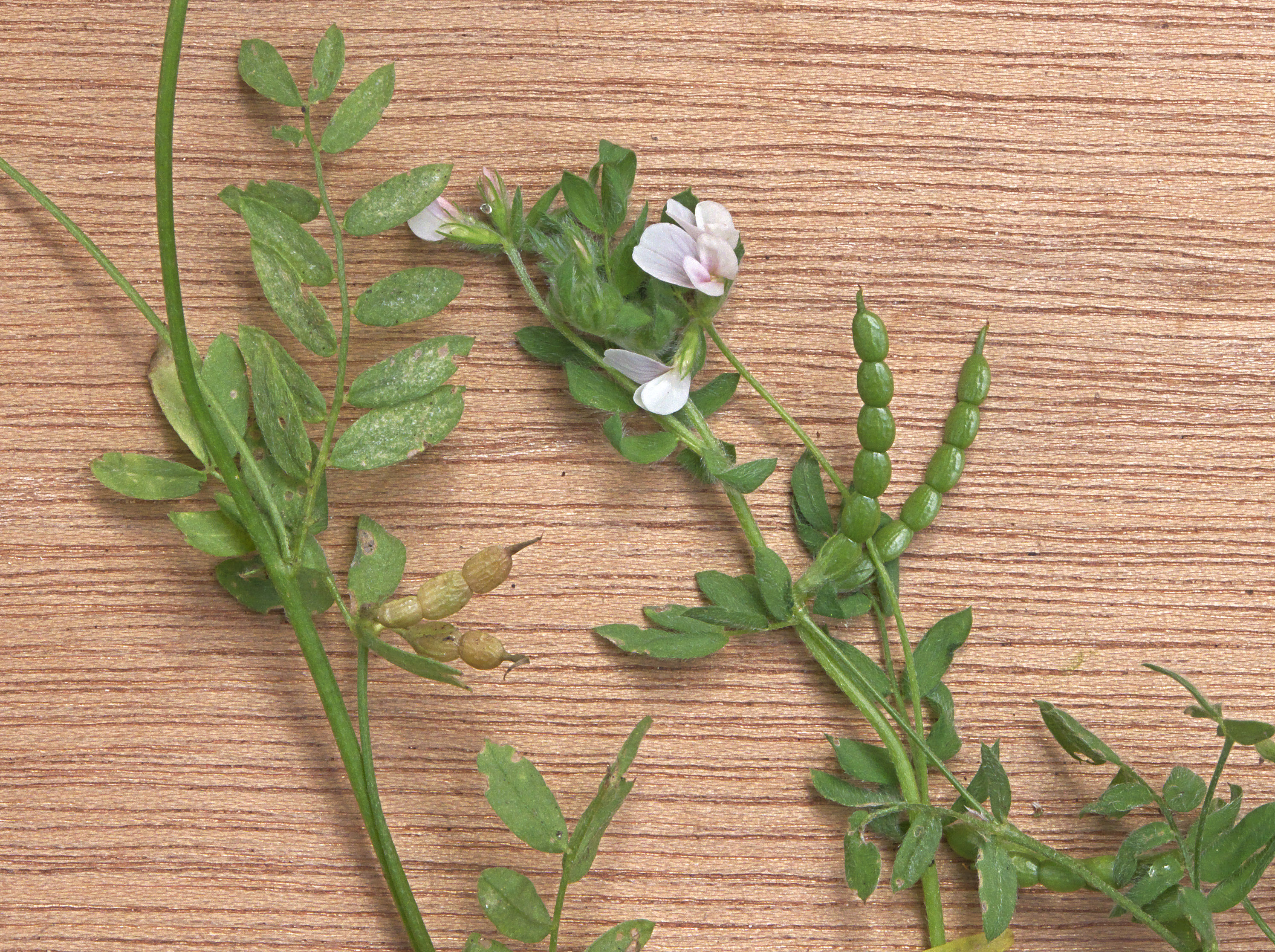
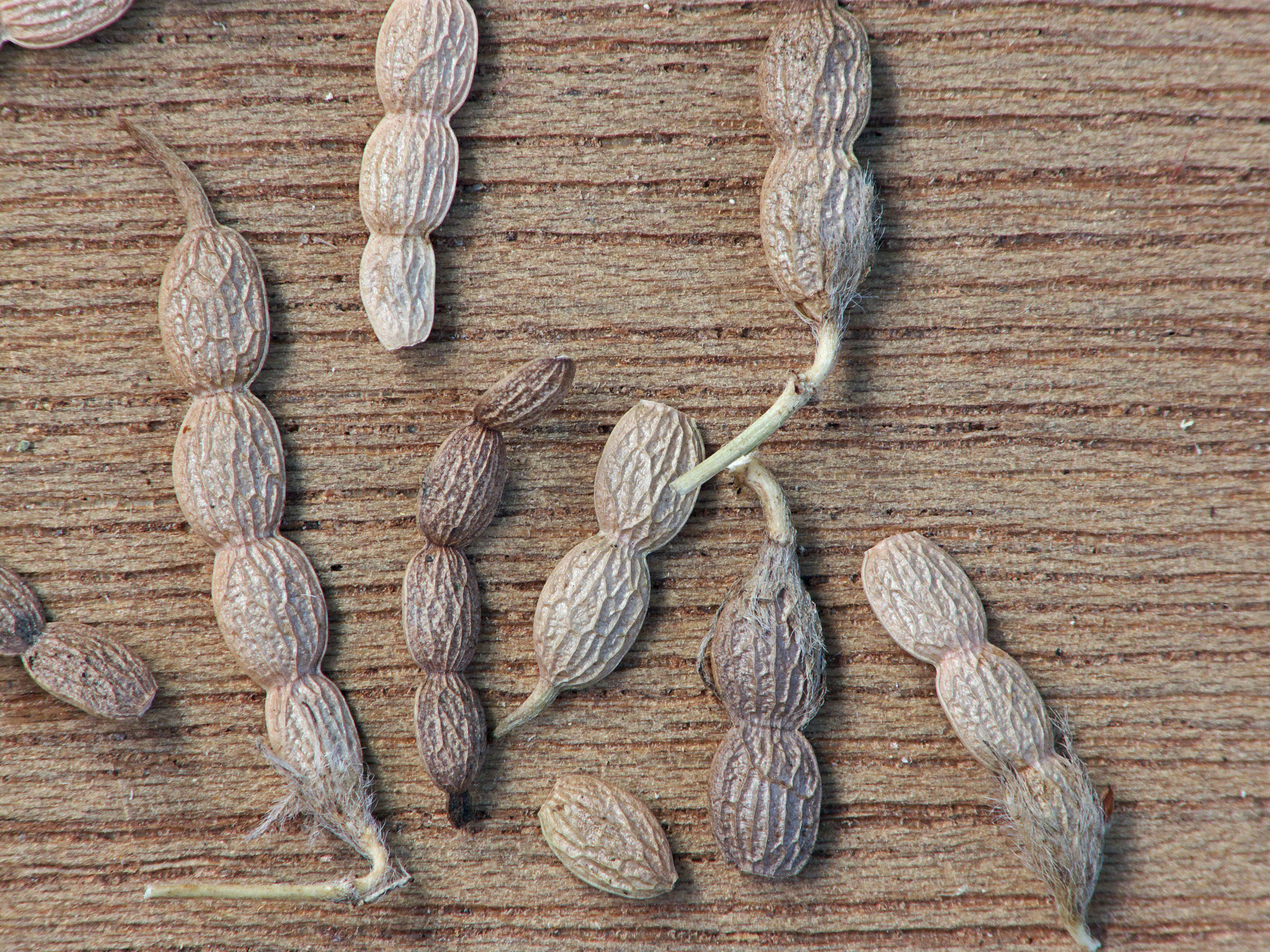